# 王天铎 (1929年)
王天铎（1929年7月—2019年1月25日），男，北京人，中国植物生理学家，曾任中国科学院上海植物生理生态研究所副所长、研究员、博士生导师，第八届全国人大代表。

## 家庭
父亲王明道。